# Бій у Баренцовому морі
Бій у Баренцовому морі (англ. Battle of the Barents Sea, нім. Schlacht in der Barentssee) — морська битва між військовими кораблями німецького флоту (Крігсмаріне) та британськими кораблями, що супроводжували конвой JW 51B до Кольської затоки в СРСР, що стався 31 грудня 1942 року в часи Другої світової війни. Зіткнення сталося в Баренцовому морі на північ від норвезького мису Нордкап. Нездатність німецьких рейдерів завдати значних втрат конвою обурила Гітлера, який наказав, щоб німецька морська стратегія відтепер зосереджувалась на флоті підводних човнів, а не на надводних кораблях.

## Історія

### Передумови
22 грудня 1942 року конвой JW 51B вийшов із затоки Лох Ю на півночі Шотландії. Транспортний конвой складався з чотирнадцяти торговельних суден, які перевозили військові матеріали до СРСР — близько 202 танків, 2046 машин, 87 винищувачів, 33 бомбардувальники, 11 476 тонн авіаційного палива та трохи більше 48 988 т інших поставок військового майна та важливих матеріалів. Їх захищали британські есмінці «Акейтіз», «Оруелл», «Орібі», «Онслоу», «Обідіент» і «Обд'юрет»; 2 корвети типу «Флауер» «Рододендрон», «Гайдерабад», тральщик «Брембл» і озброєні траулери «Візалма» й «Нортерн Джем». Командиром ескорту був капітан Роберт Шербрук (прапор на «Онслоу»). Для забезпечення дальнього прикриття конвоїв у Баренцовому морі на той час була розгорнута оперативна група «R» (контрадмірал Роберт Л. Бернетт) з крейсерами «Шеффілд» і «Джамайка» і двома есмінцями.
31 грудня 1942 року важкі крейсери «Лютцов» та «Адмірал Гіппер» у супроводі шести есмінців вийшли з Алта-фіорда для проведення операції «Регенбоген» — напад на конвой JW 51B, що за даними німецької розвідки, йшов з Лох Ю до радянського Мурманська й мав лише легкі сили ескорту. Для проведення операції виділялася оперативна група німецького флоту у складі важкого крейсера «Адмірал Гіппер», «кишенькового» лінкора «Лютцов» і шести есмінців. За планом віцеадмірала Оскара Кумметца німецькі сили ділилися навпіл: одне угруповання з крейсером «Адмірал Гіппер», есмінцями Z4 «Ріхард Бейтцен», Z16 «Фрідріх Еккольдт» та Z29 мало атакувати конвой з півночі, відволікаючи головні сили ескорту на себе. Потім друге угруповання — крейсер «Лютцов» та три есмінці — Z30, Z6 «Теодор Рідель» та Z31 — атакували б незахищені транспортні судна конвою з півдня. Однак німцям не було відомо про присутність у Баренцовому морі крейсерів «Шеффілд» і «Джамайка», які перебували в запланованому районі проведення операції, прибувши туди раніше у складі ескорту попереднього конвою JW 51A.
24 грудня конвой був помічений німецькими літаками-розвідниками, а з 30 грудня його виявив німецький підводний човен U-354 (капітан-лейтенант Карл-Гайнц Гербшлеб). Коли повідомлення про викриття конвою противника було отримано німецьким військово-морським штабом, адмірал Оскар Кумметц отримав наказ негайно вийти в море та перехопити конвой. Кумметц розділив свої сили на дві ударні групи на чолі з «Адміралом Гіппером» і «Лютцовом» відповідно, як це планувалося.

### Битва
О 8:00 31 грудня основна частина конвою JW 51B, дванадцять суден і вісім військових кораблів ескорту, перебували приблизно за 120 морських миль на північ від узбережжя Фіннмарка, прямуючи на схід. Від конвою відокремилися есмінець «Орібі» і один корабель, який не брав участі в зіткненні. На північ від конвою, на відстані 45 миль перебували траулер «Візалма» та ще одне судно, тоді як крейсери Бернетта були за 15 миль на південний схід від них і за 30 миль від головних сил конвою. Східніше, на відстані 150 миль рушив конвой RA 51, що прямував додому на захід. З півночі на конвой наближалися крейсер «Адмірал Гіппер» і три есмінці, тоді як за 50 миль «Лютцов» і три його есмінці наближалися з південного напрямку. О 8:00 есмінець Z16 «Фрідріх Еккольдт» помітив конвой і доповів про це флагманському кораблю.
О 08:20 31 грудня британський есмінець «Обд'юрет», що йшов південніше від конвою, помітив три німецькі есмінці в тилу (на захід) від конвою. Потім «Онслоу» помітив «Адмірал Гіппер», також у тильній частині конвою, і направив на перехоплення з «Оруелл», «Обідіент» і «Обд'юрет», а «Акейтіз» залишися з суднами конвою та почав постановку димової завіси. Після декількох залпів британські кораблі розгорнулися для проведення торпедної атаки. Поступаючись противникові у корабельній зброї, Шербрук знав, що його торпеди були його найбільш грізною зброєю. Британці пішли на хитрощі — постійно імітували готовність здійснити торпедну атаку, чим тримали кораблі Крігсмаріне в напруженні. Хитрість спрацювала: «Адмірал Гіппер» тимчасово відступив, оскільки Кумметц отримав наказ не ризикувати своїми кораблями. «Адмірал Гіппер» повернувся, щоб провести другу атаку, обстрілявши «Онслоу», завдавши йому великої шкоди та спричинивши багато втрат, включно з 17 вбитими. Попри те, що «Онслоу» зрештою вцілів, капітан Шербрук був важко поранений великим сталевим осколком, і командування передано командиру «Обідіента».
Тоді «Адмірал Гіппер» повернув на північ від конвою, наразився на «Брамбл», тральщик класу «Гальсіон», і сталася перестрілка; «Адмірал Гіппер» відкриває вогонь зі своїх набагато важчих гармат, спричинивши великий вибух на «Брамбл». Есмінцю Z16 «Фрідріх Еккольдт» наказали добити «Брамбл», який затонув з усім екіпажем, а «Адмірал Гіппер» перевів вогонь на «Обідіент» і «Акейтіз». Останній був сильно пошкоджений, але й далі ставив димову завісу, поки врешті не затонув; траулер «Нортерн Джем» врятував багатьох членів екіпажу. Німці повідомили про затоплення есмінця, але це сталося через неправильну ідентифікацію тральщика «Брамбл»; вони не зрозуміли, що «Акейтіз» був уражений і сильно пошкоджений.
Канонада, що розпалилася у відкритому морі, привернула увагу оперативну групу «R», яка рушила трохи північніше. «Шеффілд» і «Джамайка» наблизилися непомітно і об 11:35 відкрили вогонь по «Адміралу Гіппер», влучивши в нього кількома шестидюймовими снарядами, пошкодивши дві котельні крейсера, швидкість якого впала до 28 вузлів (52 км/год). Спочатку Куммец не розпізнав два британські крейсери, вважаючи що вогонь по його кораблю веде ще один есмінець, але, усвідомивши свою помилку, він наказав своїм кораблям відступити на захід. Німецький флот втратив есмінець Z16 «Фрідріх Еккольдт», який вогнем корабельних гармат знищили британські крейсери «Шеффілд» і «Джамайка», котрих німці в сутінках помилково прийняли за власні крейсери. Перш ніж німецькі капітани зрозуміли свою помилку, британці відкрили по ним щільний вогонь. «Фрідріх Еккольдт», що йшов першим, отримав влучення у центр корпусу і затонув менш, ніж за дві хвилини; на ньому загинув весь екіпаж у 340 або 341 особу. Z4 «Ріхард Бейтцен» вислизнув без пошкоджень. Ця сутичка відвернула британські крейсери і вони втратили контакт з крейсером «Адмірал Гіппер», який повним ходом йшов на схід.
«Лютцов» підійшов зі сходу й безрезультатно обстріляв конвой, все ще прихований димом від покаліченого «Акейтіза». Німецький крейсер випустив 87 280-мм снарядів і 75 150-мм, але жодного разу не влучив у ціль. Направляючись на північний захід, щоб приєднатися до «Адмірала Гіппера», «Лютцов» також зіткнувся з «Шеффілдом» і «Джамайкою», які відкрили вогонь. За збігом обставин обидві сторони вирішили припинити дію одночасно, побоюючись неминучих торпедних атак на свої важкі кораблі з есмінців, що залишилися. Кораблі Бернетта й далі стежили за німецькими кораблями на відстані, поки не стало очевидно, що вони відступають на свою базу, тоді як кораблі конвою переформувалися й далі прямували до Кольської затоки.

### Наслідки
Попри довгий і наполегливий обстріл конвою, британці, не втративши жодного транспортного судна конвою, зуміли відбити атаку німців. У морському бою з боку британського флоту загинули ескадрений міноносець «Акейтіз» та тральщик «Брамбл». Крігсмаріне втратили ескадрений міноносець Z16 «Фрідріх Еккольдт», знищений зосередженим вогнем легких крейсерів. Крім того, «Адмірал Гіппер» отримав тяжкі пошкодження і ледве дістався Кофіорду.
Дізнавшись про те, що слабші британські сили відігнали два важкі крейсери з кораблями супроводу, Гітлер прийшов у великий гнів і вирішив розформувати надводний військово-морський флот і відправити кораблі на брухт, а їхні гармати використовувати для берегової оборони. В результаті здійснення такого наказу дії німецького флоту мали бути зведені до операцій підводних човнів. Верховного командувача ВМФ Німеччини адмірала Еріха Редера було відсторонено від посади, закрито проєкти будівництва нових надводних судів. Однак Карл Деніц, який змінив Редера на посаді головнокомандувача Крігсмаріне, незважаючи на свою прихильність доктрині підводної війни, знайшов доводи проти розформування надводного флоту і вмовив Гітлера зберегти великі надводні кораблі і тримати їх на північних комунікаціях.
Останньою спробою застосування капітальних надводних кораблів відбулося за рік. 26 грудня 1943 року німецький лінійний корабель «Шарнгорст» здійснив рейд на конвой JW 55B. Але в результаті зіткнення з британською оперативною групою, що згодом стало відоме як бій біля Нордкапа, лінкор був затоплений.